# Maratonul de la Belgrad

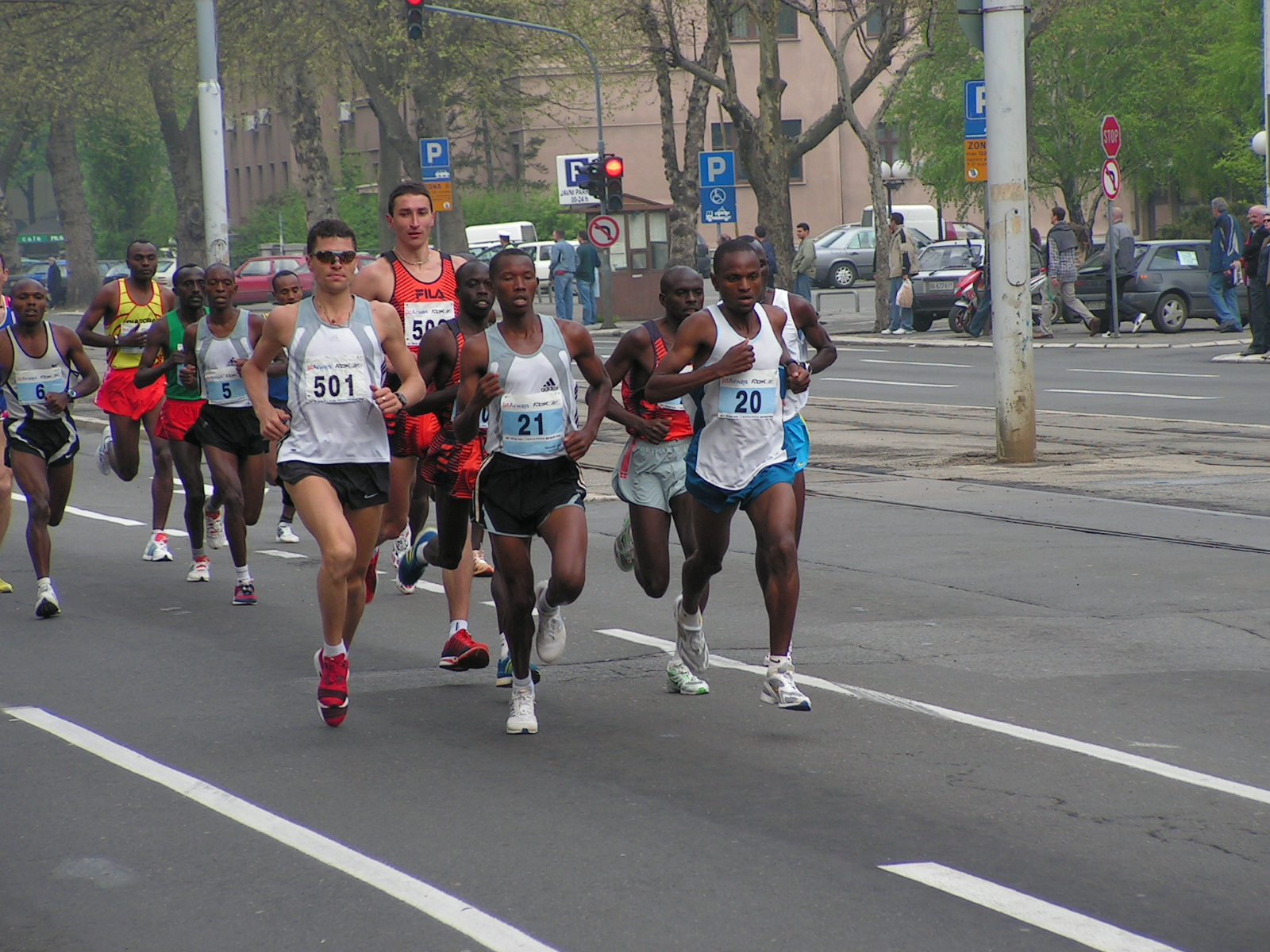
Maratonul de la Belgrad din 2006

Maratonul de la Belgrad este o cursă de maraton, organizată anual la Belgrad din anul 1988. Acesta are loc de obicei la mijlocul lunii aprilie și are, de asemenea, probe de semi-maraton și de alergări libere destinate publicului.

## Context
Maratonul de la Belgrad reprezintă unul dintre cele mai mari evenimente sportive din Serbia. Un grup de entuziaști a venit cu ideea de a restabili o cursă care avea loc în anul 1910 între Obrenovac și Belgrad. Primul maraton modern de la Belgrad a avut loc pe 8 mai 1988. Lungimea traseului maratonului din 1910 era de 23 km, cu mai multe puncte de control. Lungimea maratonului din 1988 a fost de 46,7 km, cu startul și sosirea aflate în fața clădirii Parlamentului Federal. Din anul 1990 maratonul de la Belgrad are lungimea standard de 42.195 km.
În Bombardarea Iugoslaviei de către NATO din 1999 nu a împiedicat desfășurarea maratonului în acel an, cursa ținându-se pe 17 aprilie. Aproximativ 40 de alergatori din nouă țări au trecut linia de sosire în 3 ore, 15 minute și 16 secunde. Alergătorii din țările NATO au fost Seine Brenson din Statele Unite ale Americii, și Michael Turzynski și Heinz Lorber din Germania. Ultimii doi sunt și membri fondatori ai echipei germane de maraton „100 Maraton Club”.
Societatea iugoslavă de sport „Partizan” a preluat inițiativa de a organiza maratonul. Orașul Belgrad contribuie și el la organizarea evenimentului. Au fost implicate la un moment dat și Armata Serbiei, poliția sârbă, dar și o serie de sponsori. În septembrie 2003, oficialitățile de la Belgrad au declarat că Maratonul reprezintă un eveniment de o importanță deosebită pentru oraș. Aceiași organizatorii au creat și Cursa Belgradului prin istorie, o cursă în jurul fortăreței Kalemegdan, care a început în 1996.
Maratonul de la Belgrad este recomandat pentru persoane de toate vârstele, și este împărțit în următoarele categorii:
- Maratonul Copiilor este o cursă pentru copii
- „Fun Run” este un eveniment cu mai mulți participanți (5 km)
- Semi-maraton, o cursă care se desfășoară pe jumătate din distanța unui maraton, în conformitate cu standardele mondiale
- Maratonul, care are lungimea standard de 42.195 km

## Foști câștigători
Record
      Cursă pentru campionatul serbiei
| Data              | Câștigător                                                                                        | Naționalitate                                                                                     | Timp (o:m:s)                                                                                      | Câștigătoare                                                                                      | Naționalitate                                                                                     | Timp (o:m:s)                           |
| ----------------- | ------------------------------------------------------------------------------------------------- | ------------------------------------------------------------------------------------------------- | ------------------------------------------------------------------------------------------------- | ------------------------------------------------------------------------------------------------- | ------------------------------------------------------------------------------------------------- | -------------------------------------- |
| 6 iunie 2021      | Silviu Stoica                                                                                     | România                                                                                           | 2:34:43                                                                                           | Nevena Jovanović                                                                                  | Serbia                                                                                            | 3:12:27                                |
| 2020              | anulat din cauza pandemiei de Covid-19                                                            | anulat din cauza pandemiei de Covid-19                                                            | anulat din cauza pandemiei de Covid-19                                                            | anulat din cauza pandemiei de Covid-19                                                            | anulat din cauza pandemiei de Covid-19                                                            | anulat din cauza pandemiei de Covid-19 |
| 14 aprilie 2019   | Isaac Kiprop                                                                                      | Kenya                                                                                             | 2:16:54                                                                                           | Judith Jeptum                                                                                     | Kenya                                                                                             | 2:45:04                                |
| 21 aprilie 2018   | Kristijan Stošić                                                                                  | Serbia                                                                                            | 2:45:23                                                                                           | Nora Trklja                                                                                       | Serbia                                                                                            | 3:08:46                                |
| 22 aprilie 2017   | Stephen Katam                                                                                     | Kenya                                                                                             | 2:21:12                                                                                           | Olivera Jevtić                                                                                    | Serbia                                                                                            | 2:38:03                                |
| 17 aprilie 2016   | Albert Rop                                                                                        | Kenya                                                                                             | 2:23:59                                                                                           | Stella Barsosio                                                                                   | Kenya                                                                                             | 2:43:41                                |
| 18 aprilie 2015   | Silas Sang                                                                                        | Kenya                                                                                             | 2:14:42                                                                                           | Abebu Gelan                                                                                       | Etiopia                                                                                           | 2:34:14                                |
| 27 aprilie 2014   | Bernard Talam                                                                                     | Kenya                                                                                             | 2:14:35                                                                                           | Valary Aiyabei                                                                                    | Kenya                                                                                             | 2:37:08                                |
| 21 aprilie 2013   | Edwin Kitum                                                                                       | Kenya                                                                                             | 2:19:34                                                                                           | Olivera Jevtić                                                                                    | Serbia                                                                                            | 2:36:12                                |
| 22 aprilie 2012   | James Barmasai                                                                                    | Kenya                                                                                             | 2:16:01                                                                                           | Mary Ptikani                                                                                      | Kenya                                                                                             | 2:42:47                                |
| 17 aprilie 2011   | Gebrselassie Tsegaye                                                                              | Etiopia                                                                                           | 2:14:41                                                                                           | Frasiah Waithaka                                                                                  | Kenya                                                                                             | 2:34:31                                |
| 18 aprilie 2010   | Johnstone Maiyo                                                                                   | Kenya                                                                                             | 2:16:23                                                                                           | Hellen Mugo                                                                                       | Kenya                                                                                             | 2:41:19                                |
| 18 aprilie 2009   | Victor Kigen                                                                                      | Kenya                                                                                             | 2:13:28                                                                                           | Anne Kosgei                                                                                       | Kenya                                                                                             | 2:34:51                                |
| 19 aprilie 2008   | William Kipchumba                                                                                 | Kenya                                                                                             | 2:14:03                                                                                           | Natalia Chatkina                                                                                  | Belarus                                                                                           | 2:46:24                                |
| 21 aprilie 2007   | John Maluni                                                                                       | Kenya                                                                                             | 2:11:53                                                                                           | Olivera Jevtić                                                                                    | Serbia                                                                                            | 2:35:46                                |
| 22 aprilie 2006   | Japhet Kosgei                                                                                     | Kenya                                                                                             | 2:10:54                                                                                           | Halina Karnatsevich                                                                               | Belarus                                                                                           | 2:34:35                                |
| 23 aprilie 2005   | Medeksa Derba                                                                                     | Ethiopia                                                                                          | 2:12:10                                                                                           | Inga Abitova                                                                                      | Rusia                                                                                             | 2:38:20                                |
| 24 aprilie 2004   | Christopher Isengwe                                                                               | Tanzania                                                                                          | 2:12:53                                                                                           | Rose Nyangacha                                                                                    | Kenya                                                                                             | 2:35:55                                |
| 18 octombrie 2003 | Benson Ogato                                                                                      | Kenya                                                                                             | 2:14:48                                                                                           | Zhanna Malkova                                                                                    | Rusia                                                                                             | 2:40:24                                |
| 20 aprilie 2002   | Geoffrey Kinyua                                                                                   | Kenya                                                                                             | 2:18:48                                                                                           | Rodica Chiriță                                                                                    | România                                                                                           | 2:40:55                                |
| 21 aprilie 2001   | Mluleki Nobanda                                                                                   | Africa de Sud                                                                                     | 2:15:11                                                                                           | Cristina Pomacu                                                                                   | România                                                                                           | 2:29:44                                |
| 22 aprilie 2000   | Thabiso Moqhali                                                                                   | Lesotho                                                                                           | 2:15:08                                                                                           | Cristina Pomacu                                                                                   | România                                                                                           | 2:36:54                                |
| 17 aprilie 1999   | Grup de oficiali care au alergat pentru a demonstra împotriva Bombardamentelor NATO în Iugoslavia | Grup de oficiali care au alergat pentru a demonstra împotriva Bombardamentelor NATO în Iugoslavia | Grup de oficiali care au alergat pentru a demonstra împotriva Bombardamentelor NATO în Iugoslavia | Grup de oficiali care au alergat pentru a demonstra împotriva Bombardamentelor NATO în Iugoslavia | Grup de oficiali care au alergat pentru a demonstra împotriva Bombardamentelor NATO în Iugoslavia | 3:15:16                                |
| 25 aprilie 1998   | Reuben Chebutich                                                                                  | Kenya                                                                                             | 2:12:51                                                                                           | Irina Bogacheva                                                                                   | Kârgâzstan                                                                                        | 2:32:07                                |
| 19 aprilie 1997   | Josephat Ndeti                                                                                    | Kenya                                                                                             | 2:13:38                                                                                           | Irina Bogacheva                                                                                   | Kârgâzstan                                                                                        | 2:34:57                                |
| 20 aprilie 1996   | Hussein Salah                                                                                     | Djibouti                                                                                          | 2:14:15                                                                                           | Izabela Zatorska                                                                                  | Polonia                                                                                           | 2:36:51                                |
| 22 aprilie 1995   | Vladimir Kotov                                                                                    | Belarus                                                                                           | 2:14:00                                                                                           | Izabela Zatorska                                                                                  | Polonia                                                                                           | 2:40:27                                |
| 23 aprilie 1994   | Vladimir Bukhanov                                                                                 | Ucraina                                                                                           | 2:12:28                                                                                           | Cristina Pomacu                                                                                   | România                                                                                           | 2:33:08                                |
| 24 aprilie 1993   | Jacob Ngunzu                                                                                      | Kenya                                                                                             | 2:16:09                                                                                           | Suzana Ćirić                                                                                      | RSF Iugoslavia                                                                                    | 2:40:27                                |
| 25 aprilie 1992   | Nicolas Nyengerai                                                                                 | Zimbabwe                                                                                          | 2:16:07                                                                                           | Garifa Blaizanova                                                                                 | Kazahstan                                                                                         | 2:45:12                                |
| 4 mai 1991        | Agapius Masong                                                                                    | Tanzania                                                                                          | 2:16:23                                                                                           | Carla Malisová                                                                                    | Cehoslovacia                                                                                      | 2:47:10                                |
| 5 mai 1990        | Joseph Nzau                                                                                       | Kenya                                                                                             | 2:19:32                                                                                           | Suzana Ćirić                                                                                      | RSF Iugoslavia                                                                                    | 2:45:09                                |